# Lee Allen
Pour les articles homonymes, voir Allen.
Lee Allen (2 juillet 1926 - 18 octobre 1994) est un musicien américain de rhythm and blues. 
Né à Pittsburg, dans le Kansas, il arrive à La Nouvelle-Orléans avec sa famille alors qu'il est adolescent.
Saxophoniste ténor, il commence sa carrière de musicien professionnel avec le Paul Gayten's Band à la fin des années 1940. Sa réputation grandissante lui permet de devenir un des musiciens de studio du producteur Dave Bartholomew et il devient un des piliers du son de la scène  de La Nouvelle-Orléans. Il figure sur les disques des pionniers Little Richard (Tutti Frutti) et Fats Domino (I'm Walkin') et sur ceux d'artiste locaux moins connu du grand public comme Cousin Joe, Shirley and Lee, Smiley Lewis et de nombreux autres.
Sa carrière solo n'a jamais été couronnée de succès. Il a enregistré quelques titres en 1956 pour le label Aladdin. Il ne fut jamais classé plus haut qu'à la 54e place au Billboard (le hit-parade américain) en 1958 avec Walkin' With Mr. Lee.
Dans les années 1980, il joue avec The Blasters, groupe de rock 'n' roll de Los Angeles.
Lee Allen meurt à Los Angeles, en Californie.